# Sicyos debilis
Sicyos debilis är en gurkväxtart som beskrevs av Célestin Alfred Cogniaux. Sicyos debilis ingår i släktet hårgurkor, och familjen gurkväxter. Inga underarter finns listade i Catalogue of Life.